# 小柏林

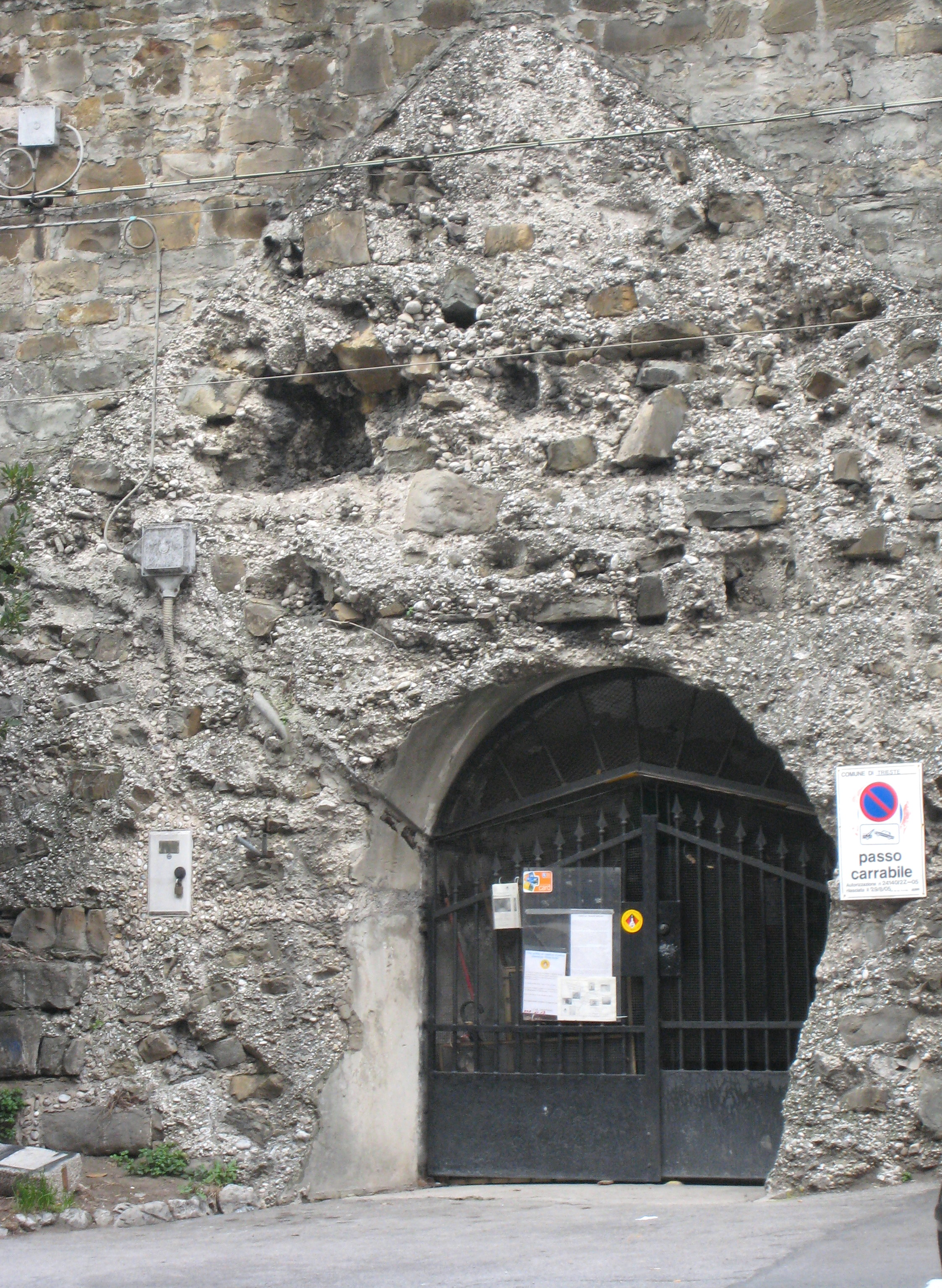
入口

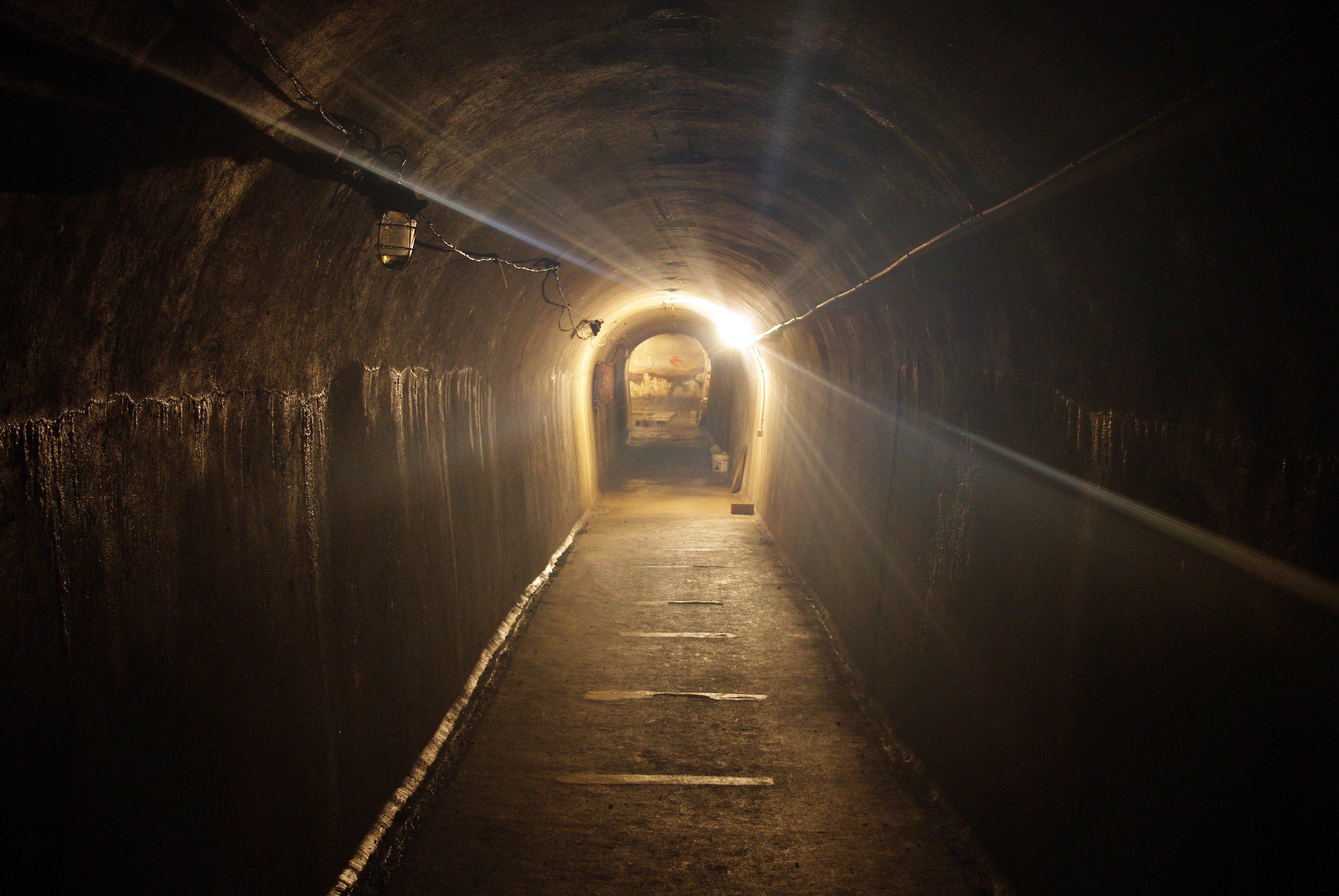

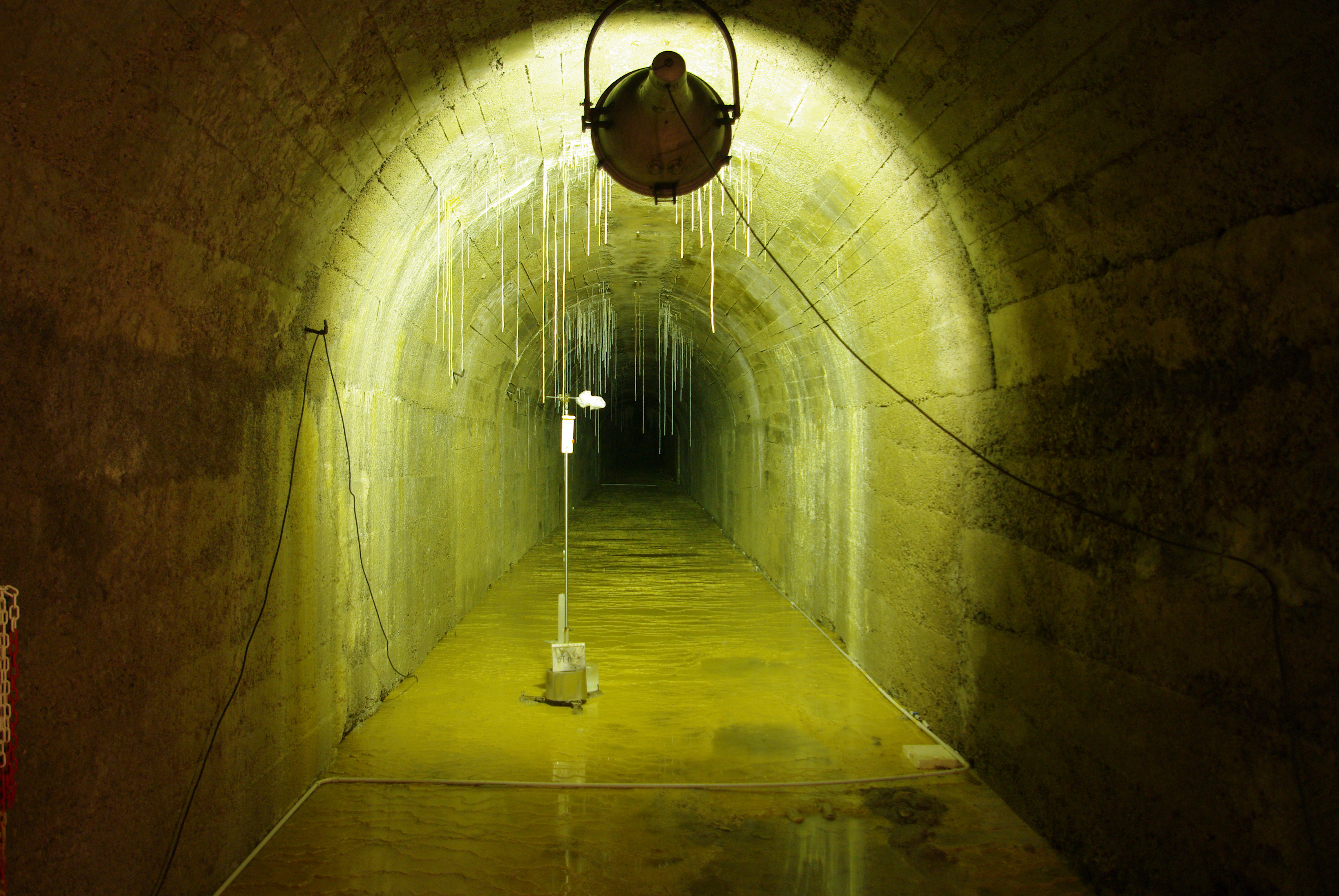

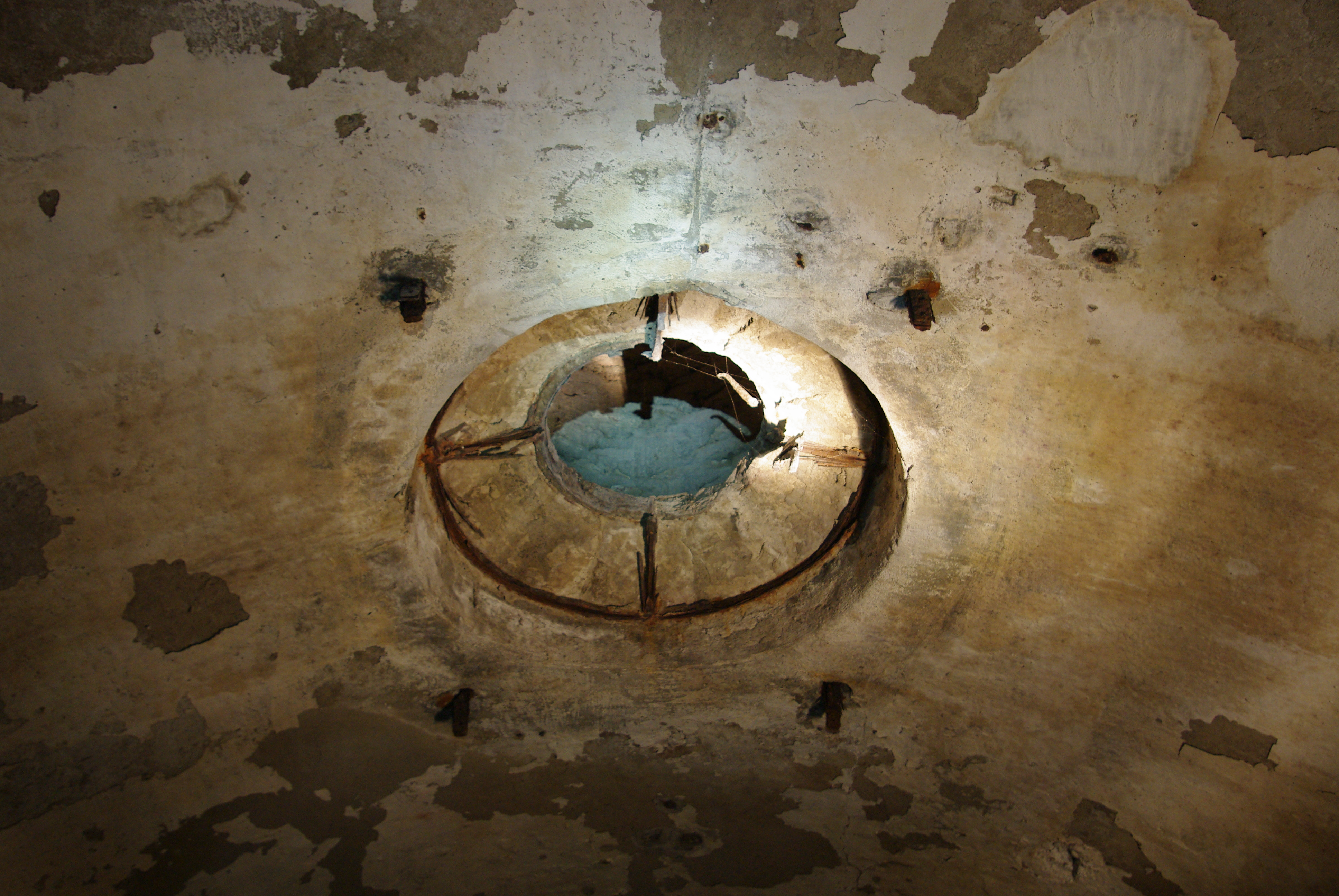

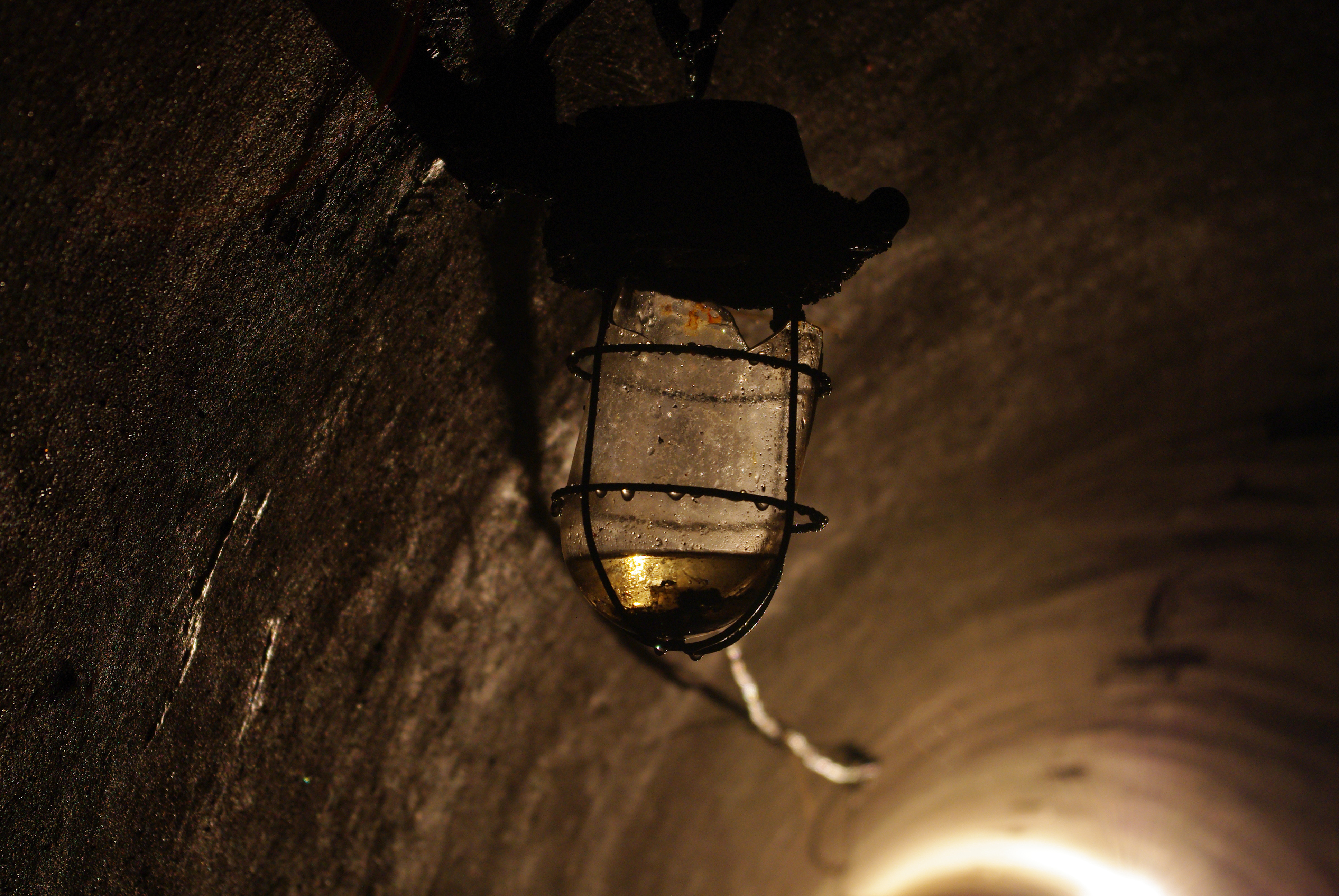

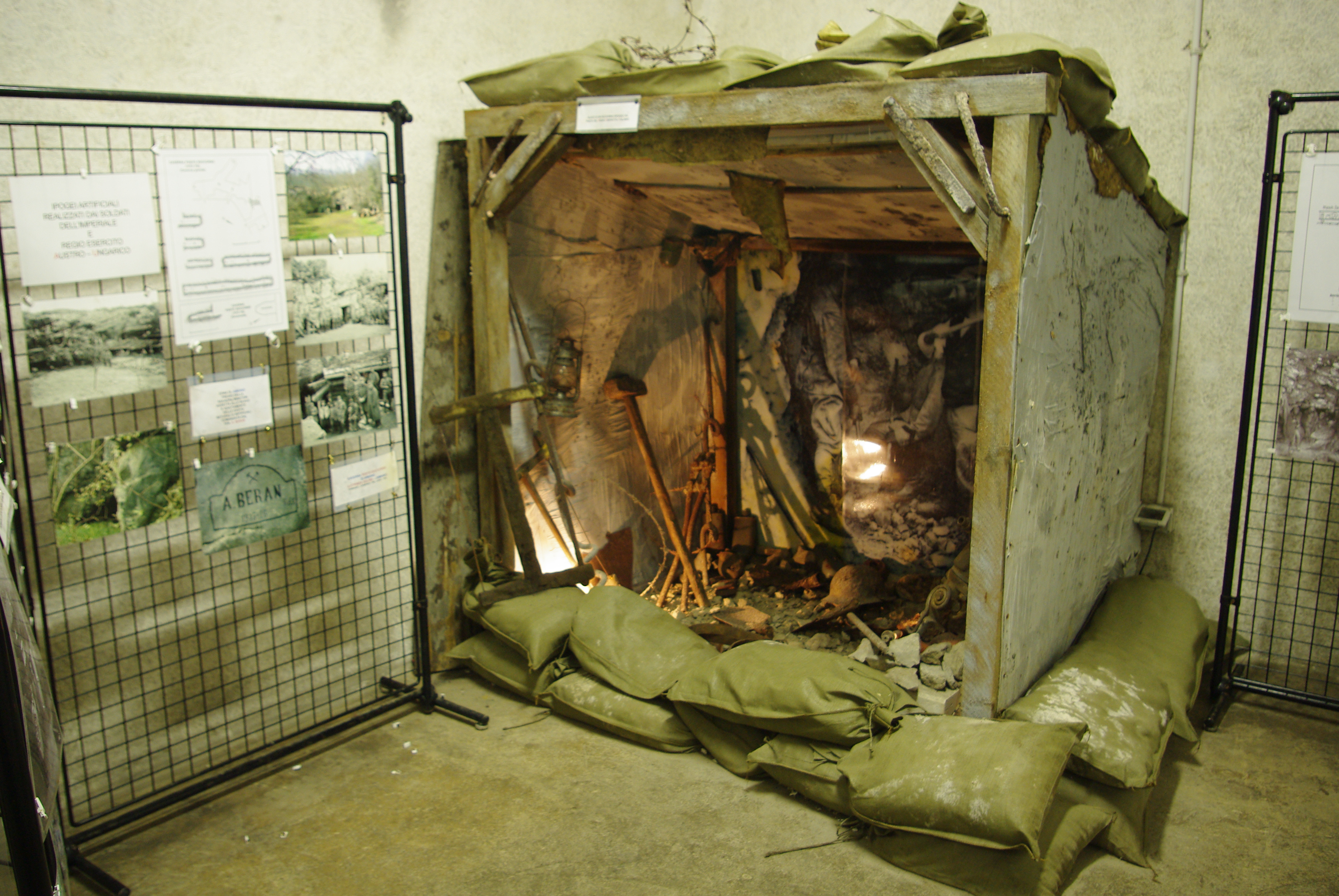

小柏林（德语：Kleines Berlin）是意大利东北部城市的里雅斯特的地下防空隧道综合体，建于第二次世界大战后期德国军队占领期间，现在仍然存在。

## 结构
这个地下建筑群分为两个部分，一个是意大利区，另一个是德国区，在结构上彼此不同。
意大利区由一系列平行隧道，和连接的垂直隧道组成，配备了木凳、急救室和厕所设施。它有三个入口，全部都在法比奥·塞韦罗街（via Fabio Severo）。
德国区由一组大房间组成，这些房间垂直于一条长长的主隧道。占地面积1000平方米。
禁止任何非德国工作人员使用德国区入口。除了一名为路易吉普雷塞尔公司工作的电工负责更换烧坏的灯外，不允许意大利人进入。

## 战争的最后几天
1945年4月29日夜间，弗里德里希·雷纳和格洛博尼克将军放弃了的里雅斯特，逃往奥地利。在那里，他们被盟军逮捕。1945年4月30日，在的里雅斯特爆发了一场起义，是由意大利反法西斯民族解放委员会领导。
1945年5月1日，南斯拉夫游击队进入该市，包围最后的德国据点，迫使德国士兵投降。战斗没有持续多久。德国士兵向新西兰军队投降，与此同时后者进入该市。二十个月之后，德国对的里雅斯特的占领结束了。